# 中村圭佑 (俳優)
中村 圭佑（なかむら けいすけ）は、日本の俳優。
宮城県川崎町公式PR隊『みやぎ川崎慶長遣欧使節団 支倉常長隊』の発起人であり、隊のリーダーである支倉常長役をしている。

## 来歴
宮城県生まれ。宮城県川崎町職員をしていた2013年に町をPRするみやぎ川崎慶長遣欧使節団 支倉常長隊を立ち上げた。それ以降、県内外様々なイベントへ出陣して、川崎町の魅力発信と町の偉人である支倉常長の偉業と功績を伝えている。

## 人物
趣味は剣道とバイクツーリング。剣道は有段者で、スポーツ少年団の指導者として町内の道場で指導している。

## 出演

### 舞台
- 劇団ナターシャ・プレシコフ『月夕』・影山聡役[3]

### 武将隊
- みやぎ川崎慶長遣欧使節団 支倉常長隊・支倉六右衛門常長